# 강경식 (1936년)
강경식(姜慶植, 1936년 5월 10일~)은 대한민국의 정치인이다. 제12·14·15대 국회의원을 지냈다.

## 생애
1936년 5월 10일, 경상북도 영주시 풍기읍에서 태어났다.
1977년 12년월부터 1982년 1월까지 경제기획원 차관보를 지내면서 김재익 청와대 경제수석 등과 함께 안정, 자율, 개방을 모토로 하는 경제 안정화 정책을 주도하였다. 1982년 1월에 재무부 차관으로 임명되었으며 1982년 6월부터는 재무부 장관에 재직하면서 금융실명제를 추진했으나 정계의 반발로 실패하였다. 1997년 3월 재정경제원 장관 및 경제부총리가 되어 기아부도사태의 처리, 금융개혁법안 통과에 매달렸지만 모두 실패하였고 결국 1997년 IMF 구제금융사건을 맞이하게 되었다. IMF의 개입은 아이러니하게도 그가 추진했지만 실패했던 시장주의적 금융, 기업, 노동개혁을 단기간에 가능하게 하였다.

## 학력
- 풍기국민학교 졸업
- 풍기중학교 졸업
- 부산고등학교 졸업
- 서울대학교 법과대학 법학 학사
- 시라큐스 대학교 행정대학원 행정학 석사

## 외환위기 직무유기 논란
강경식은 경제부총리로서 1997년 11월 외환위기가 IMF 구제금융 사태로 이어질 수 있다는 가능성을 대통령(김영삼)에게 보고하지 않아, 외환위기의 실상을 축소 보고해 환란을 초래한 직무유기 죄로 기소되었다. 2004년 5월 27일 대법원은 무죄를 확정했다.

## 역대 선거 결과
|  | 35.2% |

|  | 36.87% |

|  | 81.6% |

|  | 66.77% |

|  | 25.95% |

## 같이 보기
- 대한민국 제12대 국회의원 선거 민주정의당 후보 목록#전국구
- 동래구 갑 (1988년 선거구)
- 부산 동래구의 국회의원
- 동래구 을 (1996년 선거구)
- 대한민국의 기획재정부 차관보
- 대한민국의 기획재정부 차관
- 대한민국의 대통령비서실장
- 대한민국의 경제부총리
- 대한민국의 기획재정부 장관

## 미디어에서
- 엄효섭 - 2018년 영화 《국가부도의 날》[2]